# Adolf Pieter Melchior
Adolf Pieter Melchior (Koedijk, 18 augustus 1854 — Den Haag, 29 oktober 1931) was een Nederlandse ingenieur.

## Biografie
Melchior werd geboren als zoon van Matthijs Nicolaas Melchior, geneesheer en heelmeester. Hij trouwde op 7 september 1877 in Delft met Dina Anna Maria van 't Sant (1855-1919). Hij had een broer, geboren op 14 september 1855, Pieter Adolf. Beide broers worden regelmatig verward. Adolf heeft in 1854 zijn dienstplicht vervuld, Pieter in 1855. Na hun dienstplicht zijn beide broers aan de Polytechnische School te Delft gaan studeren. Adolf Civiele Techniek en Pieter Werktuigbouw en Scheepsbouw. Adolf is afgestudeerd in 1877, Pieter in 1880. De Delftsche Sudenten-Almanak uit dat jaar vermeldt overigens dat Pieter afgestudeerd is als Civiel ingenieur. Na zijn afstuderen ging Pieter bij de aanleg van het Amsterdam-Rijnkanaal werken. Pieter is in 1890 overleden.
Adolf ging in november 1877 met zijn vrouw naar Nederlands-Indië. Hij is daar gelijk lid geworden van de afdeling Nederlandsch-Indië van het KIvI. Hij werd aangesteld als Aspirant Ingenieur en begon in Batavia. In december 1877 is hij overgeplaatst naar Surabaya. In maart van 1879 is hun zoontje Matthijs van 7 maanden overleden. In oktober 1879 werd een dochter geboren en in augustus 1881 weer een zoon. In juni 1883 en juli 1885 werden weer dochters geboren. Helaas overleed deze laatste dochter binnen een maand. In 1887 hebben ze weer een kind gekregen, dat na 10 dagen overleden is.
Tijdens zijn tweede verblijf in Nederlands-Indië zat hij o.a in de commissie van toezicht van de HBS van Surabaya. Ook zat hij in de directie van het Djati-gesticht.
In verband met "droevige familie-omstandigheden" had hij zich in 1908 teruggetrokken uit de technische wereld. Hij nam nog enkele jaren deel aan de vergaderingen van het KIvI in Nederland.
Hij overleed in Den Haag op 29 oktober 1931 op 77-jarige leeftijd. Hij is begraven op Nieuw Eykenduynen. Bij zijn begrafenis is een rede gehouden door ir. Ott de Vries.

## Eerste periode in Nederlands-Indië
In april 1878 werd hij bevorderd tot ingenieur 3e klasse, In juni 1879 werd hij examinator voor het staatsexamen in Surabaya. In juni 1880 werd hij overgeplaatst naar Batavia, om daar te assisteren bij de havenwerken. Er waren nogal wat problemen met de aanleg van de havendammen van Tanjung Priok en de aanslibbing van de toegangsgeul. In januari 1882 is hij bevorderd tot ingenieur 2e klasse. Inmiddels was ook de hoofdingenieur, De Gelder om leiding te geven aan de afbouw van de havenwerken. In mei 1882 is hij, samen met De Gelder weer naar Surabaya vertrokken om daar aan het marine Etablissement te werken. In mei 1883 heeft Melchior hier de leiding van De Gelder overgenomen. In december 1883 ging hij weer terug naar Batavia. Hier raakt hij weer betrokken bij de havenwerken van Tanjung Priok. Uit de krantenbericht blijkt dat er nog steeds problemen zijn met de aanslibbing van de Ciliwong. Een aantal vergaderingen van het KIvI zijn in 1884 gewijd aan deze problemen. In de krant van november 1884 wordt hierover gesteld: "Naar wij vernemen, zijn door de regeering in commissie benoemd de heeren J. A. de Gelder, lid in den raad van N. Ind., F. H. P. van Alphen, schout bij nacht, Jhr. E. P. E. de Stuers, directeur van het marine etablissement te Soerabaya, H. A. Sirks, directeur voor de marine en het stoomwezen te Soerabaya, M. J. van Bosse, ingenieur B. O. W., J. J. E. van Bergen, ingenieur, A. P. Melchior, ingenieur, voor het opmaken van plannen en begrootingen en het doen van bepaalde voorstellen voor het overbrengen van de maritime werken op Onrust naar Tandjoeng-Priok en voor het uitbreiden van de fabriek voor de marine te Soerabaya. Hiermede is de zaak van de Priok-haven, na gedurende eenigen tijd met bizondere levendigheid aan de orde te zijn geweest, verdwaald op de schouders eener commissie, de gewone phase, waarin in lndië een zaak intreedt, wanneer men er geen raad meer mede weet."
In februari 1885 zijn De Gelder en Melchior weer naar Surabaya vertrokken. Desondanks blijven zij betrokken bij de problemen in Batavia. In een krantenartikel van Mart 1885 worden beide genoemd met betrekking tot overstromingen door bandjirs in Batavia. In deze periode werkte hij aan een verhandeling over het getij in de archipel. Deze verhandeling is gepubliceerd in de stukken van het KIvI, maar ook als los boekje uitgegeven (het koste 1 gulden). In 1886 is hij overgeplaatst naar Laboean-Deli (Medan, Sumatra). Hij moest hier het havenkantoor bouwen. Hij heeft daar ook landmeetwerk voor de spoorlijnen uitgevoerd (de Deli spoorweg). Hij wordt daar eerstaawezend ingenieur. In 1890 is hij benoemd tot Ingenieur 1e klasse. In 1890 werd hij ook corresponderend lid van de KNAW. In dat jaar is hij ook weer overgeplaatst naar Batavia. Hij kreeg toen twee jaar verlof omdat hij 12 achtereenvolgende jaren in Nederlands-Indië gewerkt had.

## Tweede periode in Nederlands-Indië
Melchior ging van 1888-1890 met verlof naar Nederland. Na terugkeer werd hij ingenieur 1%e klasse en werd hij geplaatst in Semarang bij de afdeling Irrigatie en Waterafvoer van het Departement Burgerlijke Openbare Werken. In deze functie heeft hij de basis gelegd voor een meer wetenschappelijke aanpak van de irrigatiewerken. Hij heeft hiervoor een belangrijke bijdrage geleverd aan het standaardwerk "bevloeiingen", dat onder naam van zijn chef, ir. De Meijer is uitgebracht. In deze periode heeft hij ook het basismateriaal verzameld voor zijn studie "Toepassing van de formule van Lauterburg, voor de bepaling van de grootste afvoer van de rivieren op Java". Hij werd toen ook bestuurslid van de afd. NI van het KIvI. In 1907 schreef hij in de De Ingenieur een artikel over de vaarwegen in de Straat Madoera.
In 1905 is hij benoemd tot directeur van BOW door de Gouverneur-Generaal Van Heutsz. Hij heeft zich in die periode ingezet voor verbetering van de haven van Surabaya. In maart 1908 heeft hij aangekondigd af te treden. In augustus van dat jaar ging hij mei Indisch pensioen.

## Evaluatie van zijn werk
De door Melchior ontwikkelde eenvoudige methode voor het bepalen van de piekafvoer van rivieren is in de jaren na publicatie onderwerp geweest van veel publicaties. Velen hebben geprobeerd om op specifieke punten e.e.a. te verbeteren, maar de meeste verbeteringen bleken slechts toepasbaar voor een bepaalde specifieke toepassing. Een uitgebreide analyse hiervan is geschreven door Ertsen in 2011.

## Onderscheidingen
In 1898 is bij benoemd tot Officier in de orde van Oranje-Nassau en in 1905 ridder in de orde van de Nederlandse Leeuw.
In 1901 heeft hij de Conrad’s premie gekregen voor “toepassing van de formule van Lauterberg voor de paling van den grootsten afvoer van de rivieren op Java” (bandjirs).
- Biografisch Portaal: 43888516
- Virtual International Authority File: 58150170610000012262
- WorldCat: E39PBJfrGDx4Cvk8JwFRQwhfv3